# 吐古其乡
吐古其乡，是中华人民共和国新疆维吾尔自治区喀什地区叶城县下辖的一个乡镇级行政单位。

## 行政区划
吐古其乡下辖以下地区：
巴什吐古其村、欧吐拉吐古其村、阿亚格吐古其村、阔钠托喀依艾格勒村、英托喀依艾格勒村、阿克塔什村、阿亚格苏盖特艾日克村、欧吐拉苏盖特艾日克村、苏盖特艾日克村、尤喀克苏盖特艾日克村、巴什苏盖特艾日克村、库木巴村、巴什库木巴村、欧吐拉库木巴村、阿亚格库木巴村和拜什盖买村。